# Végh Sándor (hegedűművész)
 Végh Sándor (Kolozsvár 1912. május 17. – Salzburg, 1997. január 7.) világhírű magyar származású hegedűművész, karmester. A huszadik század egyik legnagyobb kamarazenésze.

## Tanulmányai
Bár szülei nem voltak hivatásos zenészek, édesanyja gyakran énekelt, kötődött a népzenéhez. Hatéves korában részben azért kapott hegedűt, ahogy Végh visszaemlékszik „mert az olcsóbb volt, mint egy zongora. Szüleimnek fogalmuk sem volt arról, mennyit kellett félretennem, míg meg tudtam venni egy Stradivárit”. Hatéves korában kapta első hegedűóráit, 12 éves korától, 1924-től, a budapesti Zeneakadémia hallgatója, ahol a hegedű tanszakon Zsolt Nándor, majd 1929 és 1931 között  Hubay Jenő növendéke volt, zeneszerzést Kodály Zoltánnál tanult. 1927-ben Hubay-, majd Reményi-díjat nyert.   

## Kamarazenészként
Szólókarrierje mellett egész életét átívelte kamarazenészi tevékenysége.
Krauss Ilonkával és Vincze Lászlóval 1933-ban csatlakozott a Magyar Trióhoz, majd 1935-ben alapítója az Új Magyar Vonósnégyesnek, amellyel részt vett 1936-ban Bartók V. vonósnégyesének bemutatóján. Az Új Magyar Vonósnégyesben eredetileg Végh volt az elsőhegedűs, de 1937-ben Székely Zoltán vette át a posztot.
Végh Sándor így 1940-ben megalapította második vonósnégyesét, a Végh kvartettet. A kiváló szólistákból álló Végh kvartett nagy sikereket aratott világszerte: 1946-ban a genfi Nemzetközi Zenei Versenyen 1. díjat nyertek, s ezután több hangversenykörutat tettek Európában, valamint Észak- és Dél-Amerikában, ezenkívül számos lemezt készítettek. A vonósnégyessel 1946-ban Bázelbe költözött, a hetvenes évek közepéig rendszeresen koncerteztek. A kvartett összeállítása 1978-ig változatlan maradt, repertoárjukon tartották szinte a kamarairodalom minden darabját, Beethoven és Bartók összes vonósnégyesét.
A század legkiválóbb muzsikusaival zenélt együtt. Fellépett többek között Dohnányi Ernő, Fischer Annie, Mieczysław Horszowski, Wilhelm Kempff, Rudolf Serkin és Yehudi Menuhin kamarapartnereként.
A kamarazenéléssel párhuzamosan szólistaként is jelentős nemzetközi karriert futott be,  egyik specialitása Bach összes szólóhegedű-művének előadása volt, s a hangszert időskoráig nem tette le a kezéből.
1958-tól egy korábban Paganini tulajdonában lévő 1724-es, immár saját tulajdonú Stradivari-hegedűn játszott.

## Tanárként
Még ugyanabban az évben, amikor megalapította a Végh kvartettet, a Zeneakadémia tanára lett (1940), s ezt a posztot megtartotta 1946-ig, amikor a vonósnégyessel elhagyta Magyarországot. 1953-tól tanított a Bázeli Konzervatóriumban (1953–1963), valamint Freiburgban (1954–62) és Düsseldorfban (1962–69) is.
1952-ben ismerte meg Pablo Casalst, akinek a felkérésére tanított a Casals által patronált zemnati nyári szemináriumokon Svájcban (1953–1962), valamint minden évben a franciaországi Casals által alapított kamarazene fesztivál, a Prades Festival vendégtanára is volt (1953–1969).  
Alapítója az olaszországi Cervóban rendezett Nemzetközi Kamara Zenei Fesztiválnak (International Chamber Music Festival of Cervo) (1962), ahol olyan kiváló művészekkel lépett fel mint Yehudi Menuhin, Szvjatoszlav Richter és Gidon Kremer. Végh saját kamarazenei fesztiválja mind a mai napig megrendezésre kerül, amelyen az elmúlt majd öt évtized során számos világhírű muzsikus lépett fel.
Miután 1972-ben Hilary Tunstall-Behrens meghívására Cornwallba látogatott, a dél-angliai Prussia Cove-ban megalapította a Nemzetközi Zenei Szemináriumot (International Music Seminar Prussia Cove), amely mesterkurzus mind a mai napig őrzi Végh zenei örökségét.
Pedagógiai munkájának kiteljesedése a salzburgi Mozarteumhoz kötődik  (1971–1997), kétségtelen csúcsát a Camerata Academica kamarazenekar vezetésével (1978) érte el.
Végh Sándor Magyarországra is hazalátogatott, az 1980-as évektől a budapesti Zeneakadémián tartott mesterkurzusokat.

## Karmesterként
Végh nemcsak kamarazenészként, szólistaként, de mint kiváló karmester is gyakran koncertezett.
Karmesterként első jelentősebb kezdeményezése volt, amikor megalapította a Végh Sándor Kamarazenekart, melyet 1968 és 1971 között vezetett, azonban anyagi nehézségek miatt a zenekar hamarosan kénytelen volt befejezni tevékenységét. Karmesterré válásában a döntő impulzust az Egyesült Államokbeli Marlborói Zenei Fesztiválon kapta, ahol pályájuk elején álló kiváló fiatalok kamarazenéltek hírneves muzsikusokkal, és a résztvevők alkalmi zenekart is alkottak. 1974-től 1977-ig vett részt a Marlborói Fesztiválon, és mind a négy évben vezette is a zenekart.
1978-ban Végh Sándor vette át a salzburgi Camerata Academica (Camerata Academica des Mozarteums Salzburg) vezetését, ezután lassanként az egész zenekart lecserélte. A Mozarteum tanáraiból és diákjaiból álló Camerata hangzásvilágában meghatározó volt, hogy vonósai jellemzően Végh-tanítványok voltak. Ennek eredményeképp egy olyan egyöntetű vonóshangzás és stílusegység jött létre, mely egyedülálló volt a maga nemében. Az ezt követő majd két évtizednyi közös munka során az együttes második virágkorát élte, s a világ legjobbjai közé került. Számtalan külföldi vendégszereplés mellett 1983-tól a zenekar ismét rendszeres vendége lett a Salzburgi Ünnepi Játékoknak.  „A Camerata számomra hangszer, tagjai lelkem minden rezdülését megérzik. Igen sok örömet adnak.” – vallotta Végh egy interjúban. A Camerata Academicával készült Mozart divertimentók és szerenád lemezfelvétele 1989-ben Grand Prix de Disque díjat nyert.
A Camerata mellett időről időre más zenekarokat is vezényelt, többek között az Európai Kamarazenekart, a Berlini Filharmonikus Zenekart, a Bécsi Filharmonikusokat, valamint a Bécsi Szimfonikus Zenekart, de magyar zenekarok élén is fellépett, a Budapesti Fesztiválzenekart, valamint a Weiner–Szász Kamaraszimfonikusokat is vezényelte, és Budapesten is koncertezett a salzburgi Camerata Academicával.
A karmester Végh Sándornak csodálója volt Sergiu Celibidache. De nem kisebb személyiség, mint Carlos Kleiber Charles Barbernek írt levelében saját karmester bálványának nevezte:  „ez az ember a tiszta zene, egy szörnyeteg… óriási, vad, ázsiai… nem tudom szavakba önteni”.
1953-ban megkapta a francia állampolgárságot, de talán a „zene világpolgárának” is tekinthető. Részben Bázelban élt, 1971-től részben a Zürich közelében lévő Greifensee-ben, emellett az 1970-es évektől Salzburgban.
Végh Sándor rövid betegség után, 1997-ben, 84 éves korában hunyt el, sírhelye Salzburgban van.

## Díjai, elismerései
- Reményi-díj (1929)
- Chevalier de la Légion d'honneur (1986)
- Doctor Honoris causa of  University of Warwick Warwick (1987)
- Doctor Honoris causa of University of Exeter (1987)
- Commander of the Order of the British Empire (CBE) (1988)
- Gold Medal of Salzburg (1987)